# Elección para gobernador de Iowa de 2010
La elección para gobernador de Iowa de 2010 tuvo lugar el 2 de noviembre. 

## Primaria demócrata
|  | 95.69 % |

|  | 100 % |

## Primaria republicana

### Candidatos

#### Declarados
- Terry Branstad, exgobernador
- Rod Roberts, representante estatal[4]
- Bob Vander Plaats, empresario y candidato a vicegobernador en 2006[4]

#### Candidaturas declinadas
- El senador estatal Paul McKinley se retiró después de que Terry Branstad formara un comité exploratorio
- El empresario de Cedar Rapids, Christian Fong, suspendió su campaña debido a la falta de fondos para la campaña.
- El líder de la minoría de la Cámara de Representantes de Iowa, Christopher Rants, se retiró de la contienda por falta de fondos para la campaña[5]
- El senador estatal Jerry Behn se retiró de la contienda y respaldó a Terry Branstad

### Resultados

Ganador por condado:
Branstad—70–80%
Branstad—60–70%
Branstad—50–60%
Branstad—40–50%
Vander Plaats—40–50%
Vander Plaats—50–60%
Vander Plaats—60–70%
Vander Plaats—70–80%
Roberts—70–80%

|  | 50.30 % |

|  | 40.90 % |

|  | 8.74 % |

|  | 100 % |

## Resultados
|  | 52.81 % |

|  | 43.21 % |

|  | 1.86 % |

|  | 1.28 % |

|  | 0.35 % |

|  | 0.25 % |

|  | 100 % |

|  | 53.56 % |